# 1849 Kresak
1849 Kresak је астероид главног астероидног појаса са средњом удаљеношћу од Сунца која износи 3,051 астрономских јединица (АЈ).
Апсолутна магнитуда астероида је 11,6.